# Mittenwalde, Uckermark
Mittenwalde là một đô thị ở huyện Uckermark, bang Brandenburg, Đức. Đô thị này có diện tích 22,87 km², dân số thời điểm 31 tháng 12 năm 2006 là 462 người.